# Jon Oliva
Pour les articles homonymes, voir Oliva et Jon Oliva's Pain.
John Nicholas Oliva, mieux connu sous le nom Jon Oliva, né le 22 juillet 1960 à New York est un chanteur de power metal. Il est le frère du guitariste Criss Oliva.

## Biographie
Jon Oliva est l'ancien chanteur et un des membres fondateurs du groupe Savatage, ainsi que son frère plus jeune, le guitariste Criss Oliva. Il est également un des fondateurs et une des têtes derrière le projet du Trans-Siberian Orchestra et a également fondé le groupe Jon Oliva's Pain en 2003, durant un temps où le groupe Savatage n'existait déjà plus que sur le papier.
Jon Oliva est une des voix les plus marquantes du genre du power metal et est un des premiers artistes qui a mélangé des éléments de la musique classique ou symphonique dans la structure d'un groupe de rock ou metal. Sa voix a également inspiré et marqué le genre, notamment les albums Hall of the Mountain King, Gutter Ballet et Streets: A Rock Opera de Savatage lors de leur phase la plus créative et reconnue de la fin des années 1980 et le début des années 1990.
Jusqu'à aujourd'hui, les albums de Jon Oliva contiennent des chansons très complexes, progressives et symphoniques. Parmi ses plus grandes inspirations, Jon Oliva compte Les Beatles, Queen et Black Sabbath.
Jon Oliva a également participé entre autres aux projets de groupes comme Avantasia ou Saidian mais surtout le Trans Siberian Orchestra avec Paul O,Neill, producteur, parolier et co-compositeur de Savatage.
Il a aussi fondé trois projets personnels, Doctor Butcher, Jon Oliva's Pain et Oliva. Il s'inspire notamment dans les deux derniers beaucoup de projets de chansons de son défunt frère Criss restés inachevés à cause de sa mort en 1993, ayant toujours eu à cœur de maintenir la mémoire du talent de son frère à travers la musique.

## Discographie

### Savatage
- Sirens (1983)
- The Dungeons Are Calling (1984)
- Power of the Night (1985)
- Fight for the Rock (1986)
- Hall of the Mountain King (1987)
- Gutter Ballet (1989)
- Streets: A Rock Opera (1991)
- Edge of Thorns (1993)
- Handful of Rain (1994)
- Japan Live '94 (album live, 1995)
- Dead Winter Dead (1995)
- The Wake of Magellan (1998)
- Poets and Madmen (2001)

### Trans-Siberian Orchestra
- Christmas Eve and Other stories (1996)
- The Christmas Attic (1998)
- Beethoven's last night (2000)
- The Lost Christmas Eve (2004)
- Night Castle (2009)
- Dreams of Fireflies (On a Christmas Night) (2012)
- Tales of Winter: Selections from the TSO Rock Operas (2013)
- Letters From the Labyrinth (2015)

### Jon Oliva's Pain
- Tage Mahal (2004)
- Straight Jacket Memoirs EP (2006)
- Maniacal renderings (2006)
- Global warning (2008)
- Festival (2010)

### Oliva
- Raise the curtain (2013)